# Nashville Pussy
Nashville Pussy ist eine amerikanische Hard-Rock- und Heavy-Metal-Band aus Atlanta, Georgia. Sie wurde 1996 von Blaine Cartwright und seiner Frau Ruyter Suys als Hell's Half Acre gegründet.

## Bandgeschichte
Cartwright war Gitarrist bei der Cowpunk-Band Nine Pound Hammer, die sich 1996 zunächst auflöste. Daraufhin gründete er im selben Jahr mit seiner Frau Ruyter Suys die Band Hell's Half Acre, die dann noch vor der Veröffentlichung des Debütalbums im Jahr 1998 in Nashville Pussy umbenannt wurde. Cartwright ist bis heute zusätzlich Gitarrist der 1998 wiedervereinigten Nine Pound Hammer. Weitere Gründungsmitglieder waren der Schlagzeuger Adam Neil sowie die Bassistin Corey Parks, die Schwester des NBA-Basketballspielers Cherokee Parks. Beide sind um 2000 aus der Band ausgestiegen und wurden durch neue Musiker ersetzt. Namensgebend für die Band wurde die Einleitung des Songs Wang Dang Sweet Poontang auf dem Album Double Live Gonzo von Ted Nugent.
Die Texte drehen sich zumeist um Wein, Weib und Gesang. Suys betont, dass es bei den provokativen Äußerungen Cartwrights zu Sex, Politik und Religion vor allem um „das Recht auf freie Meinungsäußerung“ gehe. Sie bezeichnet sich selbst als Feministin: „Ich bin ein Produkt der bra burning generation. Ich bin eine sixth wave feminist. Wenn meine Mutter nicht 1967 ihren BH verbrannt hätte, dann spielte ich heute nicht in einer Band namens Nashville Pussy.“

### DebütLet Them Eat Pussyund ErfolgsalbumHigh As Hell
Im Jahr 1998 veröffentlichte Nashville Pussy das erste Album unter dem Titel Let Them Eat Pussy bei dem Label Amphetamine Reptile Records in kleiner Auflage; nach dem Ausverkauf wurde das Album bei Mercury Records in größerer Auflage neu aufgelegt. Im gleichen Jahr ging die Band mit Marilyn Manson auf Tour. Mit dem Song Fried Chicken and Coffee aus dem Album wurde die Band für den Grammy Award for Best Metal Performance 1999 nominiert, gemeinsam mit Rage Against the Machine, Judas Priest, Rammstein und Metallica; letztere erhielten den Preis für ihren Song Better than You.
2000 folgte das zweite Album High As Hell mit Cover-Versionen unter anderem von Rock'n'Roll Outlaw von Rose Tattoo. Nach der Veröffentlichung stiegen Corey Parks und Adam Neil aus der Band aus; letzterer um die Band The Hookers zu gründen. Als neuer Schlagzeuger wurde Jeremy Thompson aufgenommen, als neue Bassistin stieg Tracy Almazan aka Tracy Kickass in die Band ein, die vorher bei The Wives und Helldorado spielte. Gemeinsam mit ihr spielte die Band eine Cover-Version des Molly-Hatchet-Songs Flirtin' With Disaster für den Film Run, Ronnie, Run ein, in dem Blaine Cartwright eine Rolle bekam. Nashville Pussy begleiteten die Bands Slayer, Slipknot, Sevendust und einige weitere auf der ‚Tattoo The Earth‘-Tour und gingen dann mit den Suicidal Tendencies und mit Lynyrd Skynyrd auf Tournee.

### Say Something Nastybis heute

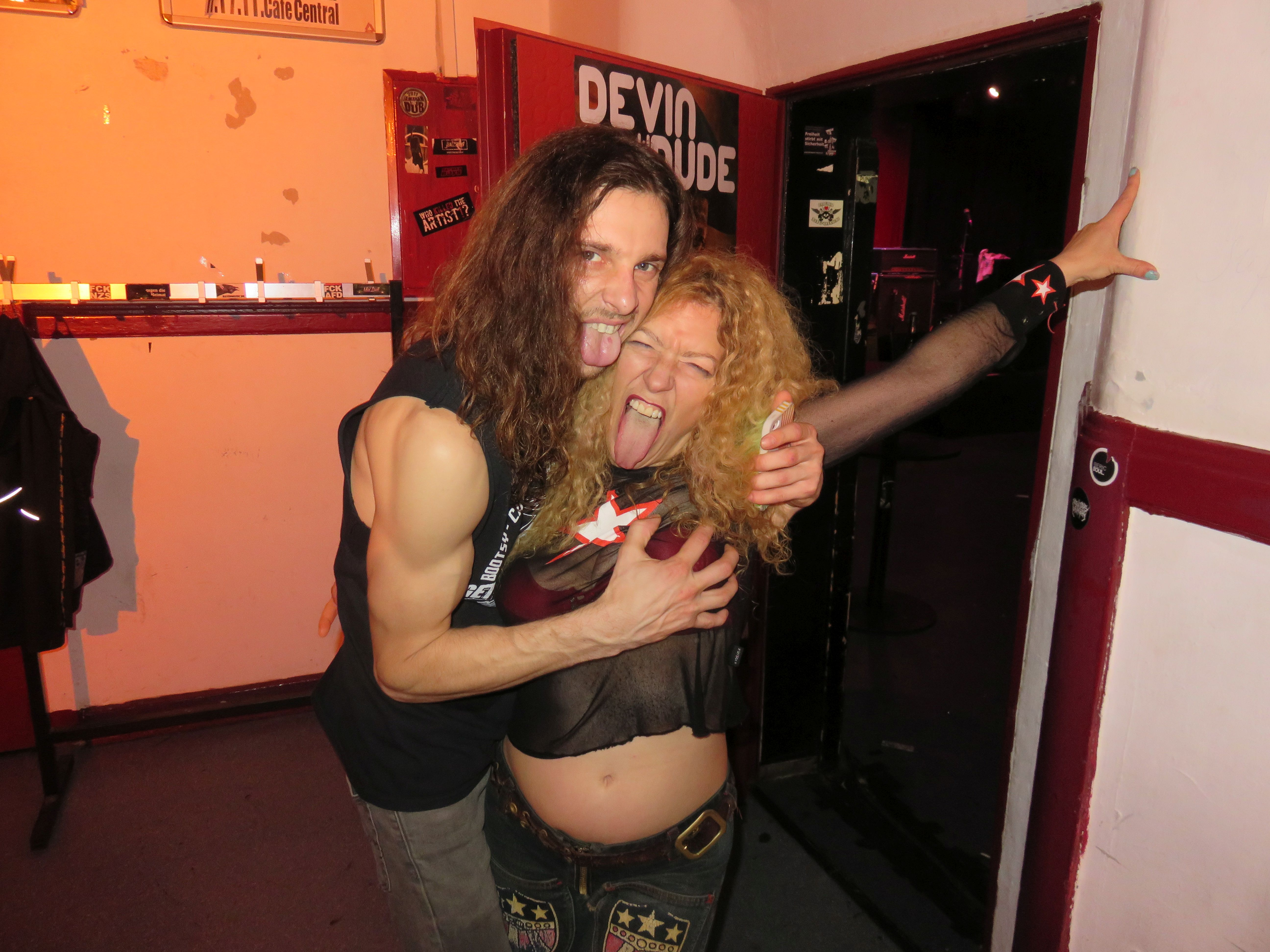
Gitarristin Ruyter Suys (re.) und Schlagzeuger Ben Thomas (li.) von Nashville Pussy im Café Central in Weinheim (2017)

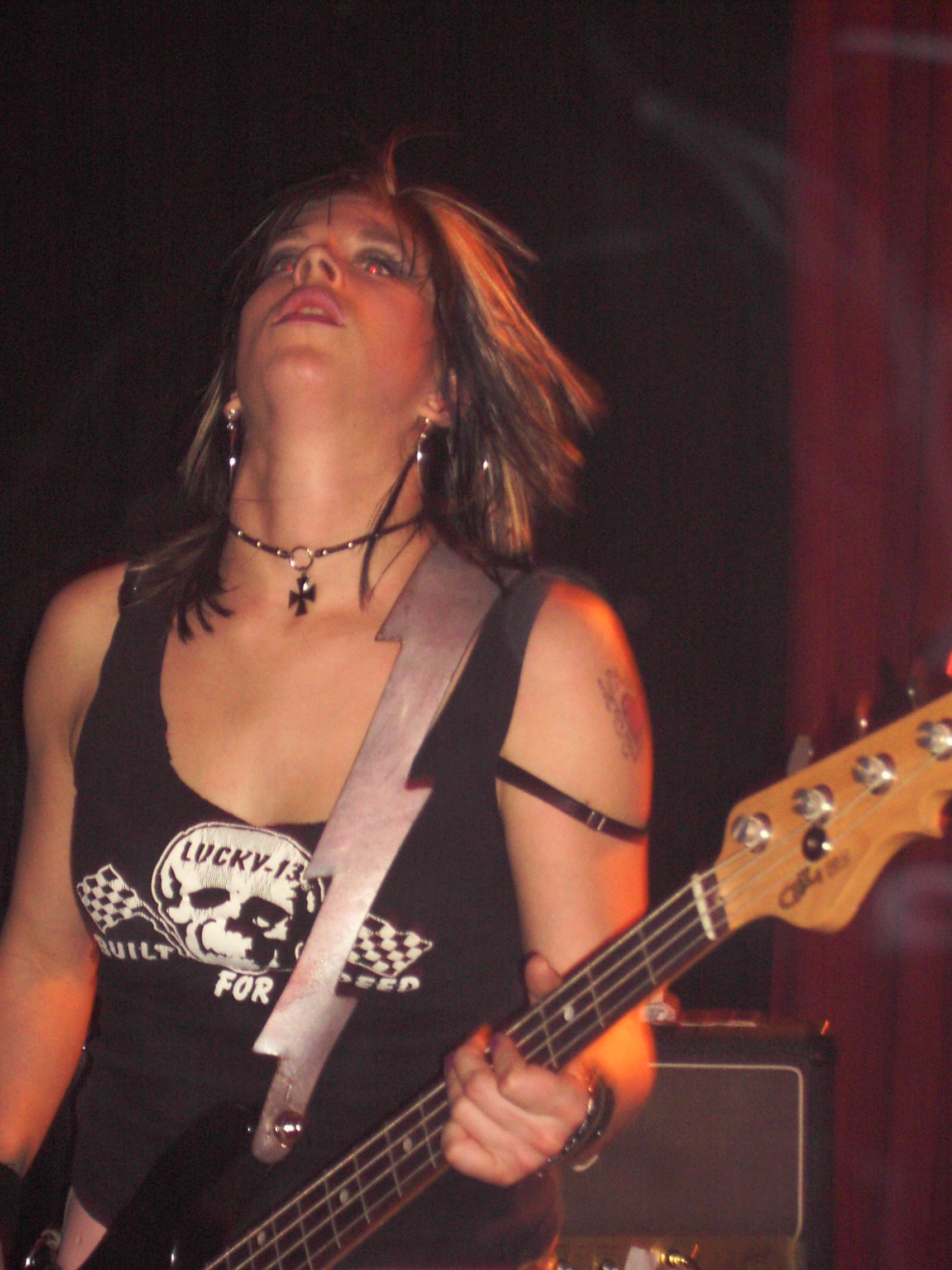
Karen Cuda, von 2005 bis 2014 Bassistin der Band

Auch das dritte Album Say Something Nasty 2002 spielte die Band mit Tracy Almazan ein, bevor auch sie ging und von Katie Lynn Campbell, ehemals bei Famous Monsters, ersetzt wurde; obwohl sie auf dem Album noch nicht spielte, ist Katie Lynn auf dem Cover des Albums abgebildet. Bis 2004 folgten Touren mit Black Label Society und mit Artimus Pyledriver, danach stieg auch Katie Lynn Campbell wieder aus der Band aus, zudem lief der Plattenvertrag aus. 2005 erschien das neue Album Get Some bei Spitfire Records unter anderem mit einer Cover-Version von Tina Turners Nutbush City Limits, als neue Bassistin konnte Karen Exley (Cuda) gewonnen werden. Ende September 2008 erschien die DVD Live In Hollywood.
Für das Anfang 2009 erschienene Album From Hell to Texas konnten Lemmy Kilmister (Motörhead) und Willie Nelson als Background-Sänger für den Song Lazy Jesus gewonnen werden, während Danko Jones als Gast-Sänger bei dem Southern-Rock-Song I'm So High mitsang.

## Stil
Die Musik der Band zeichnet sich durch eine Mischung aus Hard Rock und Heavy Metal mit Einflüssen aus Southern und Punkrock sowie skandinavischem Rock n Roll aus. Die Band nennt klassische Rock- und Hardrockbands wie Motörhead, Aerosmith oder ZZ Top als Einfluss, aber auch Bands der skandinavischen Punk-’n’-Roll-Szene wie Turbonegro (mit denen sie oft verglichen werden), Gluecifer, Backyard Babies und die Hellacopters.

## Diskografie
Bis 2018 veröffentlichte die Band insgesamt sieben Alben:
- 1998: Let Them Eat Pussy (Amphetamine Reptile Records; Mercury Records)
- 2000: High as Hell
- 2002: Say Something Nasty
- 2005: Get Some (Spitfire Records)
- 2009: From Hell to Texas (Spitfire Records)
- 2014: Up the Dosage
- 2018: Pleased to Eat You
- 2021: Eaten Alive (Live Doppel-Album)

Zudem erschien 2005 Dirty Best of Nashville Pussy sowie 2008 die Live-DVD Nashville Pussy – Live in Hollywood.